# Vittorio Sindoni
Vittorio Sindoni, noto anche con lo pseudonimo di Marco Aleandri (Capo d'Orlando, 21 aprile 1939), è un regista e sceneggiatore italiano.

## Biografia
Nei primi anni sessanta Sindoni ha diretto il gruppo teatrale Il Collettivo di Roma e ha collaborato ad alcune rubriche prodotte dalla Rai, tra cui Almanacco del giorno dopo, L'approdo e Cronache del cinema e del teatro.
Gli inizi cinematografici sono come aiuto regista nel film L'eroe di Babilonia (1963). La prima regia cinematografica è del 1968 con il film Omicidio per vocazione, di cui è co-sceneggiatore, con Femi Benussi e Valeria Ciangottini. L'anno successivo dirige Silvia Dionisio nel film Italiani! È severamente proibito servirsi della toilette durante le fermate, presentato come «una corrosiva satira di costume nazionale che dileggia irrispettosamente tutto e tutti». Nel 1979, nell'ambito della cerimonia di premiazione delle Grolle d'oro ha ricevuto la "Targa Mario Gromo" per la regia de Gli anni struggenti (Il concorrente), ispirato agli insegnamenti del pedagogo svizzero Johann Heinrich Pestalozzi.
La prima regia televisiva è stata nel 1973 Gente di viaggio, dall'omonimo racconto di Saverio Strati, a cui sono seguiti film TV e serie TV: Non lasciamoci più (1999-2001), Il capitano (2005-2007) e Butta la luna (2006-2009). Nel 1990 è uscito Una fredda mattina di maggio, liberamente ispirato all'assassinio del giornalista Walter Tobagi. Nel 2010 Rai 1 ha trasmesso La mia casa è piena di specchi, tratto dall'omonimo romanzo autobiografico di Maria Scicolone, nel quale Sophia Loren interpreta sua madre Romilda Villani e Margareth Madè la Sophia da giovane. La sua ultima regia è stata nel film Abbraccialo per me (2016), con Stefania Rocca.

## Filmografia

### Cinema
- Omicidio per vocazione (1968)
- Italiani! È severamente proibito servirsi della toilette durante le fermate (1969)
- E se per caso una mattina... (1972)
- La signora è stata violentata (1973)
- Amore mio non farmi male (1974)
- Son tornate a fiorire le rose (1975)
- Per amore di Cesarina (1976)
- Perdutamente tuo... mi firmo Macaluso Carmelo fu Giuseppe (1976)
- Ride bene... chi ride ultimo, co-regia con Gino Bramieri, Pino Caruso e Walter Chiari (1977)
- Ridendo e scherzando (1978)
- Tanto va la gatta al lardo... (1978)
- Gli anni struggenti (1979)
- Quasi quasi mi sposo (1982)
- Giuseppe Fava: Siciliano come me (1984) - documentario
- Una fredda mattina di maggio (1990)
- Abbraccialo per me (2016)

### Televisione
- Gente in viaggio – film TV (1973)
- Il sistema Ribadier – teleteatro (1974)
- Anfitrione – teleteatro (1975)
- Voglia di cantare – miniserie TV (1985)
- La voglia di vincere – miniserie TV (1987)
- La collina del diavolo – miniserie TV (1987)
- Come stanno bene insieme – miniserie TV (1989)
- Il gorilla (Le Gorille) – serie TV, episodio 1x08 (1990)
- Come una mamma – miniserie TV (1991)
- Prigioniera di una vendetta – miniserie TV (1991)
- Il cinese – serie TV, 2 episodi (1992)
- La scalata – miniserie TV (1993)
- Positano – miniserie TV (1996)
- Vado e torno – film TV (1998)
- Non lasciamoci più – serie TV (1999)
- Non lasciamoci più 2 – serie TV (2001)
- Stiamo bene insieme – serie TV (2002)
- Madre come te – film TV (2004)
- Il capitano – serie TV (2005, 2007)
- Il mondo è meraviglioso – film TV (2005)
- Regina dei fiori – miniserie TV (2005)
- L'uomo che sognava con le aquile – miniserie TV (2006)
- Butta la luna – serie TV (2006-2007, 2009)
- Le ragazze di San Frediano – miniserie TV (2007)
- Per una notte d'amore – miniserie TV (2008)
- Una sera d'ottobre – miniserie TV (2009)
- La mia casa è piena di specchi – miniserie TV (2010)
- Cugino & cugino – serie TV (2011)
- La ragazza americana – miniserie TV (2011)

## Riconoscimenti
- Grolla d'oro
  - 1979 – Targa Mario Gromo per la regia de Gli anni struggenti
- Ministero dello Spettacolo
  - 1981 – Premio qualità per Quasi quasi mi sposo
- Civitas Aretii
  - 2010